# Vùng kinh tế Đất Đen Trung tâm

Vị trí của vùng kinh tế Đất Đen Trung tâm trên bản đồ Liên bang Nga.

Vùng kinh tế Đất đen Trung tâm' (tiếng Nga: Центра́льно-Чернозёмный экономи́ческий райо́н; chuyển tự Latinh: Tsentral'no-Chernozyomnyy ekonomicheskiy rayon) là một trong 12 vùng kinh tế của Nga. Nó bao gồm 5 oblast ở phía nam của Vùng liên bang Trung tâm, bao gồm: Belgorod Oblast, Kursk Oblast, Lipetsk Oblast, Tambov Oblast, Voronezh Oblast. Đây là vùng nằm trên bình nguyên Đông Âu mà thổ nhưỡng chính là đất đen, do đó nó là trung tâm nông nghiệp của Nga cũng như của châu Âu. Phía tây của vùng này tiếp giáp với Đông Ukraina.